# Sacca (Venezia)

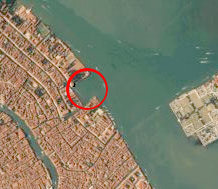
Immagine aerea della sacca della Misericordia

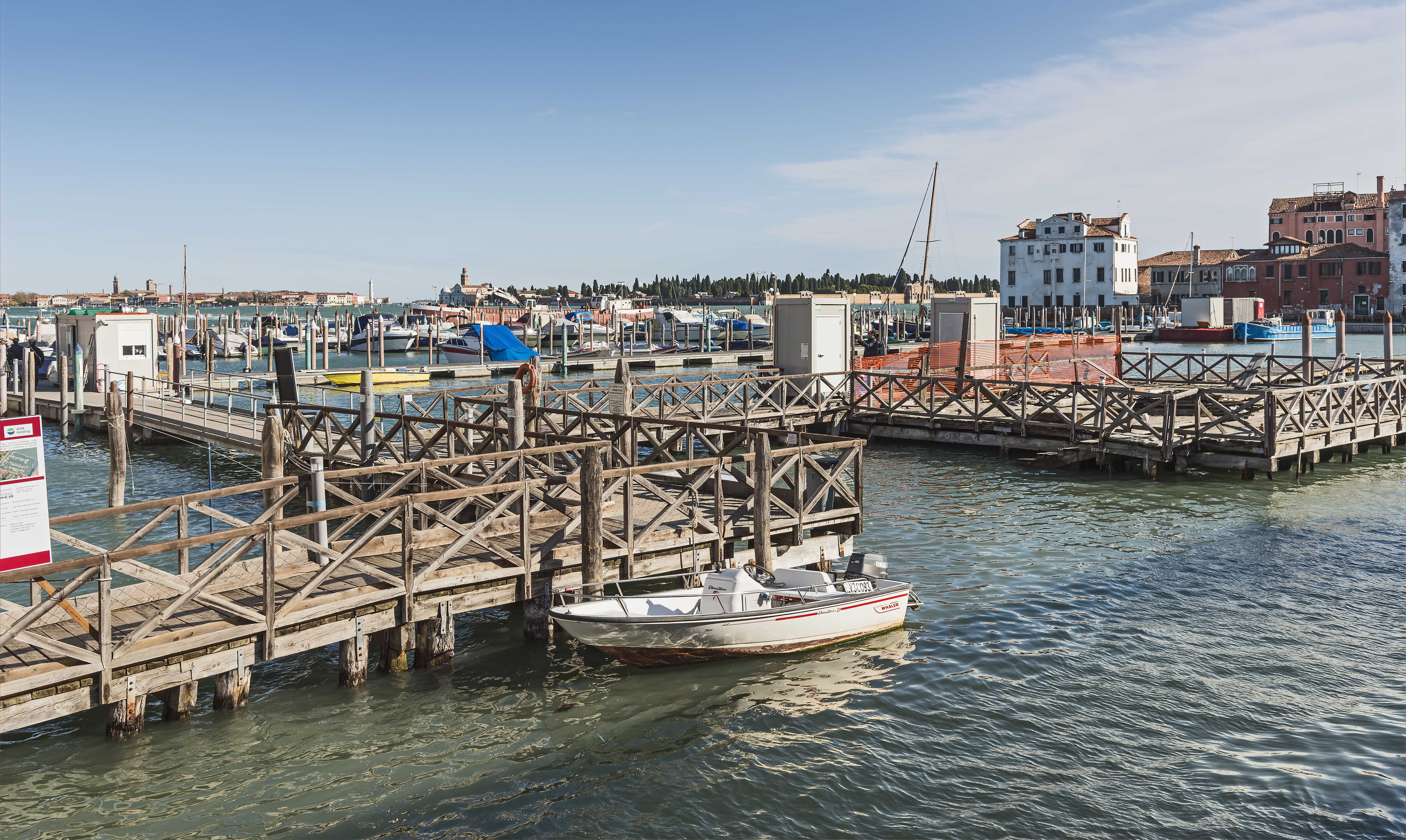
Sacca della Misericordia.

La sacca è un'area della laguna di Venezia costituita da un'insenatura lungo un canale.
Ne è un esempio sacca della Misericordia, nel centro storico. Si apre lungo il canale delle fondamente Nove, all'estremità nordorientale di Cannaregio, ed è oggi sfruttata come darsena per il rimessaggio delle imbarcazioni.
Utilizzate spesso come deposito per i fanghi derivanti dall'escavo dei canali o per il materiale di scarto risultato dalla demolizione degli edifici, molte sacche sono state via via colmate formando delle isole artificiali: tra i casi più noti, si citano Sacca Sessola, Sacca Fisola e Sacca San Biagio.